# Bäretswil
Bäretswil (gzu. Bääretschwiil) – miejscowość i gmina (Politische Gemeinde) w północnej Szwajcarii, w kantonie Zurych, w okręgu (Bezirk) Hinwil.

## Demografia
W Bäretswil mieszka 5098 osób. W 2021 roku 10,8% populacji gminy stanowiły osoby urodzone poza Szwajcarią.